# Makumba (utwór muzyczny)
Makumba – utwór muzyczny polskiego zespołu Big Cyc, wydany w 1996 i umieszczony na ósmym albumie studyjnym grupy pt. Z gitarą wśród zwierząt. Piosenkę skomponowali Jacek Jędrzejak, Jarosław Lis i Roman Lechowicz, a jej tekst napisał Krzysztof Skiba.
Piosenka jest opowieścią czarnoskórego człowieka, który osiedla się w Polsce. W swojej opowieści skarży się na skinheadów. Czuje się prawdziwym Polakiem, jednak niektórzy kwestionują jego patriotyzm (Nie chcą mnie przyjąć do KPN-u).

## Powstanie utworu
Krzysztof Skiba napisał tę piosenkę po przeczytaniu w „Gazecie Wyborczej” tekstu o czarnoskórym ginekologu, który zdecydował się założyć w Polsce rodzinę i zamieszkać w Tczewie. Pierwsza wersja tekstu została spisana na maszynie do pisania. Podczas jednej z tras koncertowych Skiba pokazał tekst Jackowi „Dżej Dżej” Jędrzejakowi, który miał wątpliwości, czy tekst pasuje do twórczości zespołu. Ostatecznie zaakceptował utwór, wymyślając do niego melodię ska. Pierwotnie refren brzmiał: Makumba, Makumba Makumba – ska / Jak trudno żyć w Polsce, gdy krew leci z nosa, jednak w wyniku złego położenia akcentu drugą zwrotkę zmieniono na Polska – Afryka / Afryka – Polska.
Utwór został nagrany w marcu 1996 roku w lubelskim studiu Hendrix. W nagraniu wzięli udział: Jacek Jędrzejak (śpiew, gitara basowa), Krzysztof Skiba (śpiew), Roman Lechowicz (gitara), Jarosław Lis (perkusja), Tomasz Bidiuk (instrumenty klawiszowe). Kompozycja utworu jest prosta, składa się z czterech akordów i charakterystycznego beatu. Jest to również jeden z pierwszych utworów zespołu, gdzie użyto instrumentów klawiszowych. Jacek Jędrzejak łamaną polszczyzną przedrzeźnia mowę czarnoskórego człowieka, pozostali muzycy skandują refren. Utwór wpisuje się w popularną w latach 90. modę na żartobliwe piosenki rockowe.

## Teledysk
Do piosenki powstał teledysk. Został on nagrany na ulicy Lelewela w Gdańsku, w mieszkaniu poety Dawida Króla oraz na dachu kamienicy. Nagranie teledysku spotkało się z trudnościami, przez długi czas nie było gotowego scenariusza oraz nie udało się znaleźć czarnoskórego aktora, który mógłby zagrać tytułową postać. Początkowo w teledysku miał zagrać aktor, który na parę dni przed zdjęciami został aresztowany za podrabianie dokumentów. Drugi kandydat został odrzucony, gdy miał problemy ze wzrokiem i wyraźną nadwagę. Następnie Krzysztof Skiba chciał wystąpić w teledysku pomalowany pastą do butów. Ostatecznie udało się znaleźć aktora. Tytułową postać zagrał pochodzący z Mozambiku Joel Pedro Muianga, który pracował jako instruktor fitness w Gdańsku. Muianga za występ w teledysku nie otrzymał żadnych pieniędzy, gdy będąc na wizie studenckiej nie mógł podpisać umowy. W roli chłopca wystąpił późniejszy raper Belmondo.

## Popularność utworu
Utwór trafił do albumu Z gitarą wśród zwierząt. Cieszył się bardzo dużą popularnością, był notowany na pierwszym miejscu list przebojów w 130 rozgłośniach radiowych, ogólnie trafił na listy przebojów ok. 250 rozgłośni radiowych. 28 czerwca 1996 utwór zadebiutował na Liście przebojów Programu Trzeciego, zajmując 48. miejsce. Dzięki popularności „Makumby” Big Cyc otrzymał nagrodę stacji radiowych Play Box. Za sprawą „Makumby” album Z gitarą wśród zwierząt był największym sukcesem komercyjnym Big Cyca.
W 1997 roku Ambasada Nigerii przyznała Big Cycowi nagrodę za „propagowanie antyrasistowskich postaw”. W tym samym roku inną nagrodę przyznało Towarzystwo Przyjaźni Polsko-Afrykańskiej. Początkowo utwór krytykowała Konfederacja Polski Niepodległej (KPN). Partia twierdziła, że utwór ma na celu przedstawić KPN jako partię rasistowską. Po sukcesie „Makumby” KPN zmieniło swoje stanowisko. Podczas wręczania Big Cycowi złotej płyty za album Z gitarą wśród zwierząt Krzysztof Król z KPN wręczył czarnoskóremu aktorowi z teledysku „Makumby” legitymację honorową członka KPN-u. Janusz Korwin-Mikke z Unii Polityki Realnej próbował zapłacić zespołowi za zmianę tekstu na Nie chcą mnie przyjąć do UPR-u.
Joel Pedro Muianga rzekomo miał nie pojawić się na uroczystości wręczenia złotej płyty. Miał czuć się oszukany, że zbyt mało zarobił, ponadto jego znajomi żartowali, że pomimo bardzo dużej popularności utworu nie dorobił się mercedesa. Pojawił się na gali po otrzymaniu dodatkowej stawki od wytwórni płytowej. Jak tłumaczył Skiba, Muianga otrzymał niewielkie pieniądze, gdy nikt nie przypuszczał, że utwór odniesie duży sukces. Po otrzymaniu legitymacji honorowego człowieka KPN-u Muianga otrzymywał propozycję startu w wyborach ze strony kilku partii politycznych. Podczas tras koncertowych rolę Makumby odgrywał pochodzący z Ghany muzyk i showman Daniel „Calabash” Osafo Oware. W wywiadzie z 2016 roku Skiba przyznał, że Muianga był za grzeczny i nie nadawał się do występów na trasie koncertowej, podczas gdy Osafo Oware swobodnie czuł się na scenie. W 2003 roku Muianga udzielił wywiadu „Naszemu Miastu” gdzie powiedział, że występ w teledysku stanowił fajną przygodę. Na fali popularności Muianga wystąpił w programie Szansa na sukces, gdzie zaśpiewał „Słodycze” z repertuaru Golec uOrkiestra. W następnych latach poświęcił się karierze naukowej. W 2015 roku córka Muiangi, Natalia Capelik-Muianga, zaśpiewała „Makumbę” w programie talent show Mam talent!.

## Zmiana odbioru utworu na przestrzeni lat
W założeniu zespołu od samego początku utwór miał charakter antyrasistowski. Od połowy lat dziewięćdziesiątych Big Cyc wspierał kampanię „Muzyka Przeciwko Rasizmowi” firmowaną przez Stowarzyszenie „Nigdy Więcej”. Utwór „Strzeż się tych palantów” trafił na składankę „Muzyka Przeciwko Rasizmowi” wydaną przez Nigdy Więcej w 1997 roku (w całości album został udostępniony na YouTube w 2017). 
Na przestrzeni lat zmienił się odbiór „Makumby”, piosenka zaczęła uchodzić za piosenkę rasistowską. W 2018 roku Joel Pedro Muianga przyznał, że niektórzy jego czarnoskórzy znajomi krytykowali jego występ w teledysku uważając, że jest to kpina z ich rasy.
W 2021 roku zespół nagrał nową wersję utworu, która promowała szkołę muzyczną African Music School w Republice Środkowoafrykańskiej, oraz wystąpił w programie śniadaniowym Dzień dobry TVN, by zachęcić widzów do przekazywania pieniędzy na zbiórkę, za którą uczniowie African Music School mieli wystąpić w Polsce. Nowa wersja „Makumby” spotkała się z krytyką ze strony internautów, zespół posądzono o neokolonializm i prezentowanie białego człowieka jako osobę, wybawiającego Afrykanów. W odpowiedzi Big Cyc wydał na Facebooku oświadczenie tłumacząc, że dzieci z Republiki Środkowoafrykańskiej spośród propozycji zespołu wybrały „Makumbę”, gdyż spodobało im się hasło Polska – Afryka, Afryka – Polska z refrenu. Zespół wyraził również zdziwienie, że jest atakowany przez osoby o poglądach lewicowych, które nie zrozumiały kontekstu powstania nowego nagrania. Do oskarżeń odniosło się również African Music School tłumacząc, że nowa wersja „Makumby” to apel o pomoc dla afrykańskich dzieci.